# Rakuten TV
Rakuten TV és una empresa espanyola amb seu a Barcelona que proporciona un ampli catàleg de sèries, pel·lícules i documentals per streaming a tots els seus usuaris, amb un total de 2.500 títols aproximadament. Va ser fundada l'any 2007 per Jacinto Roca i Josep Mitjà i el 2012 va passar a formar part de l'empresa japonesa Rakuten, actual patrocinador del FC Barcelona i major pàgina de comerç electrònic del país, per davant d'Amazon.com.
Actualment el servei està operatiu en un total de 12 països de la Unió Europea incloent-hi Espanya, i ofereix la visualització de contingut directament des d'Smart TV, Ordinador personal i Macs, Tablets, Smartphone, Consoles o Chromecast. Compta amb un total de 150 treballadors a la seva seu del Poblenou de Barcelona, mes uns altres 50 de la resta de països on també està disponible. A principis de 2017 ja disposava de 50 milions d'usuaris registrats i cinc milions de clients aproximadament (dos milions sent d'Espanya) que van fer augmentar en un 50% els ingressos durant l'any 2016.

## Història
Encara que l'empresa va ser fundada l'any 2007 per Jacinto Roca i Josep Mitjà, va estar durant 3 anys preparant un servei de compra i lloguer de continguts audiovisuals a través d'streaming. Finalment, l'any 2010 el servei va ser llançat a Espanya per fer-ho més tard a Andorra sota el nom de Wuaki.tv. Ja al 2013 va desembarcar a Anglaterra, així com al llarg d'aquest mateix any ho va fer també a Itàlia, França i Alemanya, convertint-se en un dels principals competidors europeus del líder mundial en el sector, Netflix. Actualment està també disponible a Àustria, Irlanda, Suïssa, Portugal, Bèlgica i els Països Baixos.
Al 2012 la principal empresa de venda online al Japó, Rakuten, va decidir fer-se amb el negoci i a mitjans de 2017 va canviar el nom de la plataforma pel que té actualment: RAKUTEN.TV, ja que d'aquesta manera aconseguirà fomentar el reconeixement de la marca.

## Funcionament
A diferència d'altres plataformes del mateix sector com ara Netflix o HBO, Rakuten.tv disposa de dues formes diferents d'utilització. El registre a la pàgina web és completament gratuït i a partir d'aquí, sense tenir contractada cap tarifa, es dona ja la possibilitat als usuaris de pagar només pel contingut que consumeixen i fins i tot hi ha algunes pel·lícules que són gratuïtes. D'aquesta manera, el contingut llogat tindrà una disponibilitat de 2 dies mentre que al comprar-lo se'n podrà gaudir durant 3 anys.
D'altra banda, també es dona l'opció als consumidors de contractar una tarifa per tal de poder gaudir de tot el contingut a qualsevol moment del dia. El primer mes sempre és gratuït i la resta de la subscripció surt per 6,99 € mensuals, encara que aquest preu pot variar si el servei és contractat per mitjà d'una operadora. En algunes ocasions, tot i la subscripció mensual, hi ha algunes pel·lícules que si no es troben dins de la pestanya "Selection" significa que només tenen l'opció de ser comprades o llogades. Així doncs, el preu del lloguer sempre oscil·larà entre els 0,99 € i els 4,99 €, mentre que les pel·lícules tindran un cost d'entre 6,99 € i 16,99 €.
Fins fa poc, l'únic requisit indispensable per a la reproducció de contingut era la connexió a Internet, ja que l'opció de descàrrega no estava disponible en cap dels dispositius o aplicacions, encara que recentment ja s'ha incorporat aquesta opció i ara és possible visualitzar qualsevol contingut en mode offline si s'ha descarregat prèviament. Pel que fa als idiomes, encara que la majoria de sèries i pel·lícules estan disponibles tant en castellà com en versió original, a vegades poden no tenir subtítols o tenir-los només en espanyol.

## Competència
Les principals empreses competidores de Rakuten.tv són Netflix, HBO i Movistar+, totes actualment accessibles des d'Espanya.

### Taula comparativa[11]
|               | RAKUTEN.TV    | NETFLIX               | MOVISTAR+      | HBO           |
| ------------- | ------------- | --------------------- | -------------- | ------------- |
| Qualitat      | HD/4K         | HD/4K                 | HD/4K          | HD            |
| Catàleg       | +2500         | +2800                 | +6000          | +500          |
| Dispositius   | 5             | No hi ha límit        | 4              | 5             |
| Multipantalla | 2 dispositius | 4 dispositius         | 1 dispositiu   | 2 dispositius |
| Offline       | Sí            | Sí                    | Sí             | No            |
| Descàrrega    | Sí            | Sí                    | Sí             | No            |
| Preus         | 6,99 €        | 7,99 €/9,99 €/11,99 € | Depèn del pack | 7,99 €        |